# Poolgebied

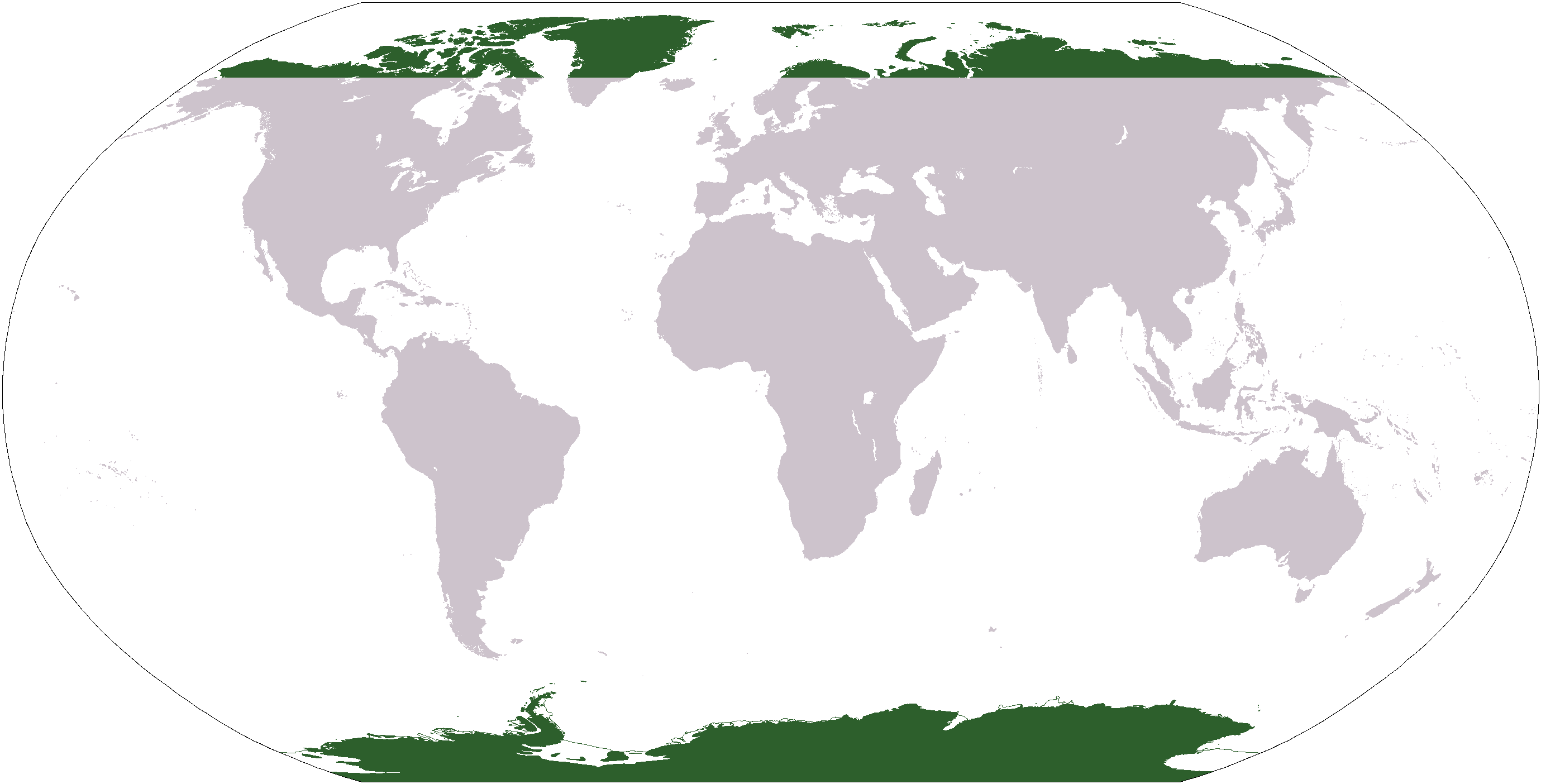
De poolgebieden

Poolgebied is de gebruikelijke aanduiding voor het gebied waar polen leven en van de noordpoolcirkel (de Arctis) en het gebied ten zuiden van de zuidpoolcirkel. In het poolgebied bevindt zich op het noordelijk halfrond de Noordelijke IJszee en op het zuidelijk halfrond het werelddeel Antarctica.
Kenmerkend voor de poolgebieden is de extreem lage temperatuur, waardoor de regio's grotendeels door ijs en sneeuw bedekt zijn. De lage temperatuur wordt veroorzaakt door het feit dat het zonlicht schuin op deze regio's schijnt, waardoor minder warmte in de grond geabsorbeerd wordt. Ook kenmerkend voor de regio's zijn de extreme verschillen in aantal uren zonlicht per dag. In de zomer is het in de poolgebieden permanent daglicht, en in de winter is het permanent donker.
In de laatste jaren zijn er grote veranderingen in de poolgebieden merkbaar, dit als gevolg van de opwarming van de Aarde. In het noordelijk poolgebied schuift de ijsgrens steeds verder naar het noorden op; verwacht wordt het noordelijk poolgebied waarschijnlijk al voor 2050 's zomers geheel ijsvrij zal zijn.
Ook andere planeten hebben poolgebieden. Het noordpoolgebied op de maan bevat waarschijnlijk grote hoeveelheden (bevroren) water, evenals de poolgebieden op Mars.

## Verschillen tussen het noordelijk en zuidelijk poolgebied
Belangrijke verschillen tussen het noordelijk en zuidelijk poolgebied zijn:
| Antarctica | Arctisch gebied |
| --- | --- |
| Continent omringd door zee | Oceaan omringd door continenten |
| Zuidpool: 2.835 m boven zeespiegel, rotsbodem 30 m onder de zeespiegel. | Noordpool: 1 m boven zeespiegel, rotsbodem 427 m onder de zeespiegel. |
| Lange, smalle continentale richel, gering oppervlak aan ijsvrije bevroren grond, geen boomgrens, geen toendra, geen inheemse bevolking.                                          | Ondiepe brede continentale richel, groot oppervlak bevroren grond, duidelijke boomgrens, duidelijk toendragebied, inheemse volkeren rondom poolcirkel.                                              |
| IJskap van de zuidpool bedekt 98% | Beperkt landijs. |
| IJsbergen van gletsjers en shelfijs gemeten in km² | IJsbergen van gletsjers gemeten in m² |
| Drijfijs vooral jaarlijks, zout en minder dan 2 m dik, wind en stromingen stuwen het drijfijs meestal van het continent af.                                                      | Drijfijs van meerdere jaren, laag zoutgehalte en meer dan 2 m dik, hier is het drijfijs opgesloten tussen de omringende landmassa’s en toont neiging om te gaan kruien => het drijfijs wordt dikker |
| Gemiddelde jaartemperatuur op de zuidpool -50 °C | Gemiddelde jaartemperatuur op de noordpool –18 °C. |
| Zeezoogdieren (walvissen en zeehonden), geen landzoogdieren, pinguïns | Landzoogdieren (rendieren, wolven, muskusossen, hazen, lemmingen, vossen), zeezoogdieren (walvissen, zeehonden, ijsberen).                                                                          |
| Het bevroren oceaanoppervlak verdubbelt effectief de omvang van het continent in de winter maar smelt grotendeels in de zomer. De Zuidpool is het hele jaar door bedekt met ijs. | De Noordpool is het hele jaar door bedekt met ijs. |